# Prosopofrontina flava
Prosopofrontina flava là một loài ruồi trong họ Tachinidae.